# Эдм де Мален
Эдм де Мален (фр. Edme de Malain; ум. 5 января 1613, Париж), барон де Люкс (Люс) — французский придворный.

## Биография
Сын Жоашена де Малена, барона де Люкса, рыцаря ордена короля, и Маргерит д'Эпинак.
Государственный советник, капитан пятидесяти тяжеловооруженных всадников. Происходил из семьи, сравнительно недавно получившей дворянство, и политические противники называли его сыном медника. В действительности дижонские горожане Жан и Удо Меры (Лемеры) были аноблированы герцогом Бургундским в первой трети XV века. Затем они приобрели владение Мален, а Удо уже в середине XV века титуловался сеньором де Люксом. Малены породнились с бургундскими знатными семьями, в особенности с влиятельным домом де Ри, и их собственная знатность не вызывала сомнений, так как брат Эдма был принят в Мальтийский орден.
Долгое время служил в роте жандармов. В ходе противостояния Генриха III и Католической лиги барон де Люкс вел двойную игру. Во время вторых штатов в Блуа добился от короля сохранения жизни своему дяде Пьеру д'Эпинаку, архиепископу Лионскому, одному из вождей лигеров, арестованному 23 декабря 1588, в день убийства герцога де Гиза, но близость Малена ко двору вызывала недовольство католических радикалов и в 1589 году герцог Майенский отобрал у барона должность губернатора Шалона, которую тот занимал с 1586 года.
Порвав с Генрихом IV, Эдм де Мален 20 января 1590 перешел на сторону Лиги, но в феврале 1594 вернулся к королю. За время гражданской войны он прославился разнообразными насилиями, вымогательством у торговцев, грабежом аббатств и захватом нотаблей в заложники ради выкупа.
Друг герцога де Бирона, барон вместе с ним в 1595 году участвовал в бою с испанцами при Фонтен-Франсез, а на обратном пути король остановился на отдых в замке Люкс. В 1596 году участвовал в осаде Ла-Фера, затем отправился в Артуа, воевал в частях Бирона и содействовал успеху в бою с маркизом де Варамбоном. Командовал в Бургундии до заключения в следующем году Вервенского мира.
5 января 1597 был пожалован в рыцари орденов короля, после чего попытался обложить население своих обширных бургундских владений чрезвычайным побором, но наткнулся на сопротивление и был вынужден прибегнуть к арбитражу. В том же году Бирон был назначен губернатором Бургундии, а Мален ее генеральным наместником. В этом качестве был зарегистрирован Дижонским парламентом 27 апреля.
Бирон и Мален отличились во франко-савойской войне. 6 июня 1600 барон стал кампмаршалом в Бресской армии герцога, участвовал в осаде Бурка и принял под командование его цитадель, сдавшуюся королю. После присоединения к Франции Бреса, Бюже, Вальроме и Жекса Бирон и Мален также получили губернаторство и генеральное наместничество в этих землях. В 1602 году Бирон был казнен как заговорщик, а его сообщник Мален бежал к испанцам во Франш-Конте. Сам он уверял президента Жаннена, что не знал о заговоре, но Генрих IV обвинил барона в связях с королем Испании, герцогом Савойским, штатгальтером Нидерландов и графом де Фуэнтесом. Тем не менее уже в ноябре 1602 барон был помилован королем. По словам герцога де Сюлли, он беседовал с Генрихом четыре часа и выложил монарху столько имен, что тот счел за благо использовать столь широкое обвинение как предлог, чтобы ничему не поверить и успокоиться. В середине 1603 года барон де Люкс вернулся в Дижон, но ему пришлось делить должность генерального наместника провинции с Роже де Сен-Лари, назначенным на этот пост при новом губернаторе, дофине Людовике, и Сен-Лари имел перед ним преимущество.
Вражда с Сен-Лари, ставшим в 1610 году губернатором Бургундии, побудила Малена в 1612-м связаться с фаворитом Марии Медичи Кончино Кончини, при помощи которого он хотел добиться передачи Бургундии герцогу Майенскому, а тот взамен был согласен уступить барону наместничество в Иль-де-Франсе. Королева была согласна на такую сделку, но министры выступили против.
Гранды королевства разделились в этом вопросе на две группировки. Бельгарда поддерживали герцоги де Гиз и д'Эпернон с их родней, а их противниками были герцоги Майенский, Неверский, маршал д'Анкр и барон де Люкс. В течение полугода те и другие боролись за влияние на регентшу. Позиции Малена при дворе усиливались, ходили слухи, что ему обещаны должности командующего Бастилией, сюринтенданта финансов и маршала Франции. На совещании у герцога д'Эпернона было решено физически ликвидировать барона, что было поручено шевалье де Гизу, младшему сыну Генриха де Гиза. Предлог для дуэли был довольно странным: юный Гиз обвинил барона в том, что четверть века назад тот не предупредил его отца об опасности (при том, что Сен-Лари, бывший значительно ближе к Генриху III, чем Люкс, вообще участвовал в убийстве Меченого).
5 января 1613, в канун дня Трех Святых царей шевалье де Гиз на улице Сент-Оноре, неподалеку от ее пересечения с улицей Гренель подошел к Малену, вылезшему из кареты, сказал ему несколько слов и, вероятно, не дав времени приготовиться к защите, уложил на месте. Происшествие сначала расследовал квартальный комиссар, выразивший сомнение в том, что барон имел возможность защищаться, но затем Парижский парламент постановил, что убитый был найден со шпагой в руке. Кроме того, сын Малена, желавший отомстить, послал Гизу картель, чем подтвердил законность состоявшегося поединка, «ведь убийцу на дуэль не вызывают».
Новый поединок состоялся на Шароннской улице, за Сент-Антуанскими воротами. Противники сошлись в конном бою на шпагах, в одних рубахах на голое тело, несмотря на пронизывающий холод. Гиз был ранен при первом пробеге, но во время третьего пронзил Малена насквозь. Обливаясь кровью из горла, юный барон опрокинулся на круп лошади, попытался выпрямиться, но рухнул на землю и испустил дух. Согласно, Жаклин Буше, он получил в этом поединке пять ран. Секундант Гиза шевалье де Гриньян был серьезно ранен секундантом Люкса дю Рьоле.

## Семья
Жена (13.03.1582): Анжелика де Мален, дочь Шарля де Малена, сеньора де Монтиньи, и Клод де Шуазёль
Дети:
- Шарль (1593—1613)
- Бальтазарда (ум. 6.06.1656). Муж: Франсуа Леруа (ум. 1628), сеньор де Ла-Гранж-ле-Руа, губернатор Мелёна
- Луиза. Муж: Бертран де Симьян (ум. 1648), сеньор де Монша
- Франсуаза. Муж (1627): Жан Венсан, сеньор де Женикур и д'Отри
- Мадлен (1598—1669). Муж (9.05.1619): Жак де Шуазёль, барон де Шевриньи
- Анн (ум. 1684), дама де Ремирмон (1623)
- Клод. Муж: Кристоф де Таларю, сеньор д'Экуте

## Комментарии
1. ↑  Старинные авторы пишут его титул как Lux, Luz и Luce
2. ↑  По словам Пуллена де Сен-Фуа, именно у дяди, жизнь которого была полна интриг, неверности и предательства, барон и перенял все эти пороки (Poullain de Saint-Foix, p. 307)
3. ↑  Жаклин Буше предполагает, что причиной измены могло быть недовольство передачей Шалонского губернаторства Антуану дю Бле, маркизу д'Юкселю (Boucher, p. 320)